# Brangas
Genre
Brangas est un genre de papillons de la famille des Lycaenidae et de la sous-famille des Theclinae présents en Amérique.

## Dénomination
Le genre a été créé par Jakob Hübner en 1819.

## Liste des espèces
- Brangas caranus (Stoll, [1780]), présent au Surinam et en Guyane.
- Brangas carthaea (Hewitson, 1868), présent au Mexique.
- Brangas coccineifrons (Godman & Salvin, [1887]), présent au Nicaragua et en Colombie.
- Brangas dydimaon (Cramer, [1777]), présent au Brésil, au Surinam, au Guyana et en Guyane.
- Brangas felderi (Goodson, 1947), présent en Colombie et en Équateur.
- Brangas getus (Fabricius, 1787), présent en Amérique centrale, à Trinité-et-Tobago, au Surinam, au Guyana et en Guyane.
- Brangas neora (Hewitson, 1867), présent au Mexique, au Nicaragua et en Colombie.
- Brangas rita (Goodson, 1845), présent en Colombie.
- Brangas silumena (Hewitson, 1867), présent en Colombie.
- Brangas teucria (Hewitson, 1868),  présent au Brésil et en Guyane.
- Brangas torfrida (Hewitson, 1867),  présent au Brésil et en Guyane[1],[2].

## Répartition
Les Brangas sont présents en Amérique centrale et Amérique du Sud.